# Cymodoce setulosa
Cymodoce setulosa är en kräftdjursart som först beskrevs av Stebbing 1902.  Cymodoce setulosa ingår i släktet Cymodoce och familjen klotkräftor. Inga underarter finns listade i Catalogue of Life.